# Януш Харчук
Януш Харчук (пол. Janusz Charczuk; нар. 20 лютого 1941, Сокаль, окуповане Польщею місто) — польський футболіст, нападник, по завершенні кар'єри — архітектор та іконограф.

## Життєпис
Януш Харчук народився 20 лютого 1941 року в Сокалі, звідки після закінчення Другої світової війни переселився з родиною до Устки. У 7-8 років навчився грати на піаніно. Півроку брав уроки, а потім сказав батькові, що бажає грати у футбол. Спочатку грав на вулиці, а в 1955 році почав тренуватися в «Чарні» (Слупськ). У 1959 році закінчив середню школу й почав вивчати архітектуру в Гданській політехніці. Поєднав денну форму навчання з грою у футбол. Підсилив склад першолігового клубу Лехія (Гданськ). Дебютував у новій команді 13 березня 1960 року в програному (0:1) поєдинку проти «Гурника» (Забже), а дебютним голом відзначився 24 липня в нічийному (1:1) матчі проти ЛКС (Лодзь). У 1964 році «Лехія» вперше у власній історії зіграла проти «Арки» (Гдиня) у Дербі трьох міст, а Януш відзначився першим голом у вище вказаному дербі й допоміг гданському клубу виграти матч з рахунком 2:1 У сезоні 1962/63 років Харчук з «Лехією» вилетів у другу лігу, а в сезоні 1966/67 років — третю лігу. 30 квітня 1968 року здобув ступінь магістра технічних наук і почав працювати в конструкторському бюро. Дисертація під назвою «Вивчення детального плану центру міста Старогард Гданський» отримала нагороду від Товариства польських урбаністів. По завершенні сезону 1968/69 років закінчив футбольну кар'єру, оскільки не зміг поєднати тренування з роботою. Востаннє в футболці «Лехії» вийшов на футбольне поле 18 травня 1969 року в нічийному (1:1) поєдинку проти «Грифа» (Слупськ). 1980 року емігрував до США, в Чикаго, а звідти у 1985-му — до Канади, в Торонто. З 1999 року пише ікони. Дві з них, «Гданська Богоматір» і «Кашубський хрест», знаходяться в базиліці Внебовзяття Пресвятої Діви Марії в Гданську.

## Статистика виступів
| Сезон     | Клуб            | Ліга     | Національний чемпіонат | Національний чемпіонат | Кубок Польщі | Кубок Польщі | Загалом | Загалом |
| --------- | --------------- | -------- | ---------------------- | ---------------------- | ------------ | ------------ | ------- | ------- |
| Сезон     | Клуб            | Ліга     | Матчі                  | Голи                   | Матчі        | Голи         | Матчі   | Голи    |
| 1960      | Лехія (Гданськ) | I ліга   | 16                     | 4                      | –            | –            | 16      | 4       |
| 1961      | Лехія (Гданськ) | I ліга   | 24                     | 4                      | –            | –            | 24      | 4       |
| 1962      | Лехія (Гданськ) | I ліга   | 13                     | 5                      | 1            | 0            | 14      | 5       |
| 1962/1963 | Лехія (Гданськ) | I ліга   | 23                     | 5                      | –            | –            | 23      | 5       |
| 1963/1964 | Лехія (Гданськ) | II ліга  | 18                     | 0                      | 1            | 1            | 19      | 1       |
| 1964/1965 | Лехія (Гданськ) | II ліга  | 21                     | 3                      | –            | –            | 21      | 3       |
| 1965/1966 | Лехія (Гданськ) | II ліга  | 16                     | 0                      | 2            | 0            | 18      | 0       |
| 1966/1967 | Лехія (Гданськ) | II ліга  | 15                     | 1                      | 3            | 0            | 18      | 1       |
| 1967/1968 | Лехія (Гданськ) | III ліга | 4                      | 0                      | –            | –            | 4       | 0       |
| 1968/1969 | Лехія (Гданськ) | III ліга | 3                      | 1                      | –            | –            | 3       | 1       |
| Загалом   | Загалом         | Загалом  | 153                    | 23                     | 7            | 1            | 160     | 24      |